# Hirschberg, Saale-Orla
Hirschberg, Saale-Orla là một đô thị ở huyện Saale-Orla, bang Thüringen, Đức. Đô thị này có diện tích 24,12 km2, dân số thời điểm ngày 31 tháng 12 năm 2006 là 2526 người.